# Імгит
Імгит (рос. Имгыт) — річка в Росії, ліва притока Дем’янки (басейн Іртиша), тече у Тюменській області. 
Імгит починається на західному краї Васюганських боліт на території Уватського району Тюменської області неподалік від кордону з Омською областю. Від витоку тече на північний захід, після впадіння лівої притоки Іптияра повертає на північ, потім — на північний схід. Впадає у Дем’янку дещо вище села Ярсіно.
Довжина річки 304 км, площа басейну 5980 км². Живлення снігове і дощове. Повінь з травня до липня з максимумом у червні; наприкінці літа та восени — паводки. 
Основні притоки: Утіс, Іптияр, Великий Катис.
Єдиний населений пункт на річці — село Герасимовка — знаходиться у її середній течії. 